# سعيد جونز
سعيد جونز (بالإنجليزية: Saeed Jones)‏ هو شاعر أمريكي، ولد في 26 نوفمبر 1985 في ممفيس في الولايات المتحدة.